# Altyn Asyr Aszchabad
Altyn Asyr FK (turkm. Altyn Asyr futbol kluby) – turkmeński klub piłkarski, mający siedzibę w stolicy kraju, Aszchabadzie.
Od 2008 występuje w Ýokary Liga.

## Historia
Chronologia nazw:
- 2008: Altyn Asyr FK

Piłkarski klub Altyn Asyr został założony w Aszchabadzie w roku 2008. Nazwa klubu "Altyn Asyr" w języku polskim oznacza "Złoty wiek". W 2008 debiutował w rozgrywkach Wyższej Ligi Turkmenistanu, zajmując wówczas 8. miejsce w końcowej klasyfikacji. Pierwszy sukces przyszedł w 2008, kiedy to zespół zdobył Puchar Turkmenistanu. W sezonie 2015 zadebiutował w rozgrywkach pucharów azjatyckich. W następnym sezonie ponownie startował w rozgrywkach pucharów azjatyckich.
Ośmiokrotny mistrz Turkmenistanu (nieprzerwanie od 2014 roku).

## Sukcesy

### Trofea międzynarodowe
| \| \| Zdobyte trofea w rozgrywkach międzynarodowych (stan na: 31-12-2015) \| |                                                                     |      |          |
| Rozgrywki                                                                    | Osiągnięcie                                                         | Razy | Sezon(y) |
| · Liga Mistrzów AFC                                                          | zdobywca                                                            | 0    |          |
| · Liga Mistrzów AFC                                                          | finalista                                                           | 0    |          |
| Puchar AFC                                                                   | zdobywca                                                            | 0    |          |
| Puchar AFC                                                                   | finalista                                                           | 0    |          |
| Puchar AFC                                                                   | 1/8 finału                                                          | 1    | 2016     |
| Azjatycki Puchar Zdobywców                                                   | zdobywca                                                            | 0    |          |
| Azjatycki Puchar Zdobywców                                                   | finalista                                                           | 0    |          |
| Puchar Prezydenta AFC                                                        | zdobywca                                                            | 0    |          |
| Puchar Prezydenta AFC                                                        | finalista                                                           | 0    |          |
| FIFA                                                                         | Zdobyte trofea w rozgrywkach międzynarodowych (stan na: 31-12-2015) |      |          |

### Trofea krajowe
Turkmenistan
| \| \| Zdobyte trofea w rozgrywkach Turkmenistanu (stan na: 21-12-2021) \| |                                                                  |      |                                                |
| Rozgrywki                                                                 | Osiągnięcie                                                      | Razy | Sezon(y)                                       |
| Mistrzostwo                                                               | I miejsce                                                        | 8    | 2014, 2015, 2016, 2017, 2018, 2019, 2020, 2021 |
| Mistrzostwo                                                               | II miejsce                                                       | 1    | 2010                                           |
| Mistrzostwo                                                               | III miejsce                                                      | 1    | 2013                                           |
| Puchar                                                                    | zdobywca                                                         | 5    | 2009, 2015, 2016, 2019, 2020                   |
| Puchar                                                                    | finalista                                                        | 2    | 2010, 2013                                     |
| Superpuchar                                                               | zdobywca                                                         | 2    | 2015, 2016                                     |
| Superpuchar                                                               | finalista                                                        | 5    | 2009, 2011, 2017, 2018, 2019                   |
| II liga                                                                   | I miejsce                                                        | 0    |                                                |
| II liga                                                                   | II miejsce                                                       | 0    |                                                |
| II liga                                                                   | III miejsce                                                      | 0    |                                                |
| Turkmenistan                                                              | Zdobyte trofea w rozgrywkach Turkmenistanu (stan na: 21-12-2021) |      |                                                |

- Puchar Prezydenta Turkmenistanu:
  - zdobywca (2x): 2010, 2011

## Stadion
Klub rozgrywa swoje mecze domowe na stadionie Aşgabat, który może pomieścić 20 000 widzów.

## Piłkarze
| Nr | Poz. | Piłkarz                |
| -- | ---- | ---------------------- |
| 1  | BR   | Mammet Orazmuhammedow  |
| 2  | PO   | Zafar Babajanow        |
| 3  | OB   | Şöhrat Söýünow         |
| 4  | OB   | Selim Ataýew           |
| 5  | OB   | Merdan Amangeldiýew    |
| 6  | OB   | Seýitmyrat Çaryýew     |
| 7  | NA   | Altymyrat Annadurdyýew |
| 8  | OB   | Bahtiýar Hojaahmedow   |
| 9  | NA   | Süleýman Muhadow       |
| 10 | PO   | Elman Tagaýew          |
| 11 | NA   | Myrat Ýagşyýew         |
| 12 | OB   | Serdar Annaorazow      |
| 13 | BR   | Pirnazar Taganow       |

| Nr | Poz. | Piłkarz             |
| -- | ---- | ------------------- |
| 14 | PO   | Umidjan Astanow     |
| 15 | OB   | Akmyrat Jumanazarow |
| 16 | BR   | Nikita Gorbunow     |
| 17 | PO   | Amir Gurbani        |
| 18 | OB   | Ahmet Hojaberdiýew  |
| 19 | PO   | Ahmet Ataýew        |
| 20 | PO   | Yhlas Magtymow      |
| 21 | PO   | Resul Hojaýew       |
| 22 | PO   | Mekan Aşyrow        |
| 27 | PO   | Begenç Annagurbanow |
| 28 | NA   | Selim Nurmyradow    |
| 29 | PO   | Serdar Geldiýew     |

## Trenerzy
- 2008:  Berdymyrat Nurmyradow
- 2008–06.2012:  Ali Gurbani
- 06.2012–2013:  Baýram Durdyýew
- 2014–...:  Ilgiz Abdurahmanow